# Кайсацьке
Кайсацьке (рос. Кайсацкое) — село у Палласовському районі Волгоградської області Російської Федерації.
Населення становить 1924 особи. Входить до складу муніципального утворення Кайсацьке сільське поселення.

## Історія

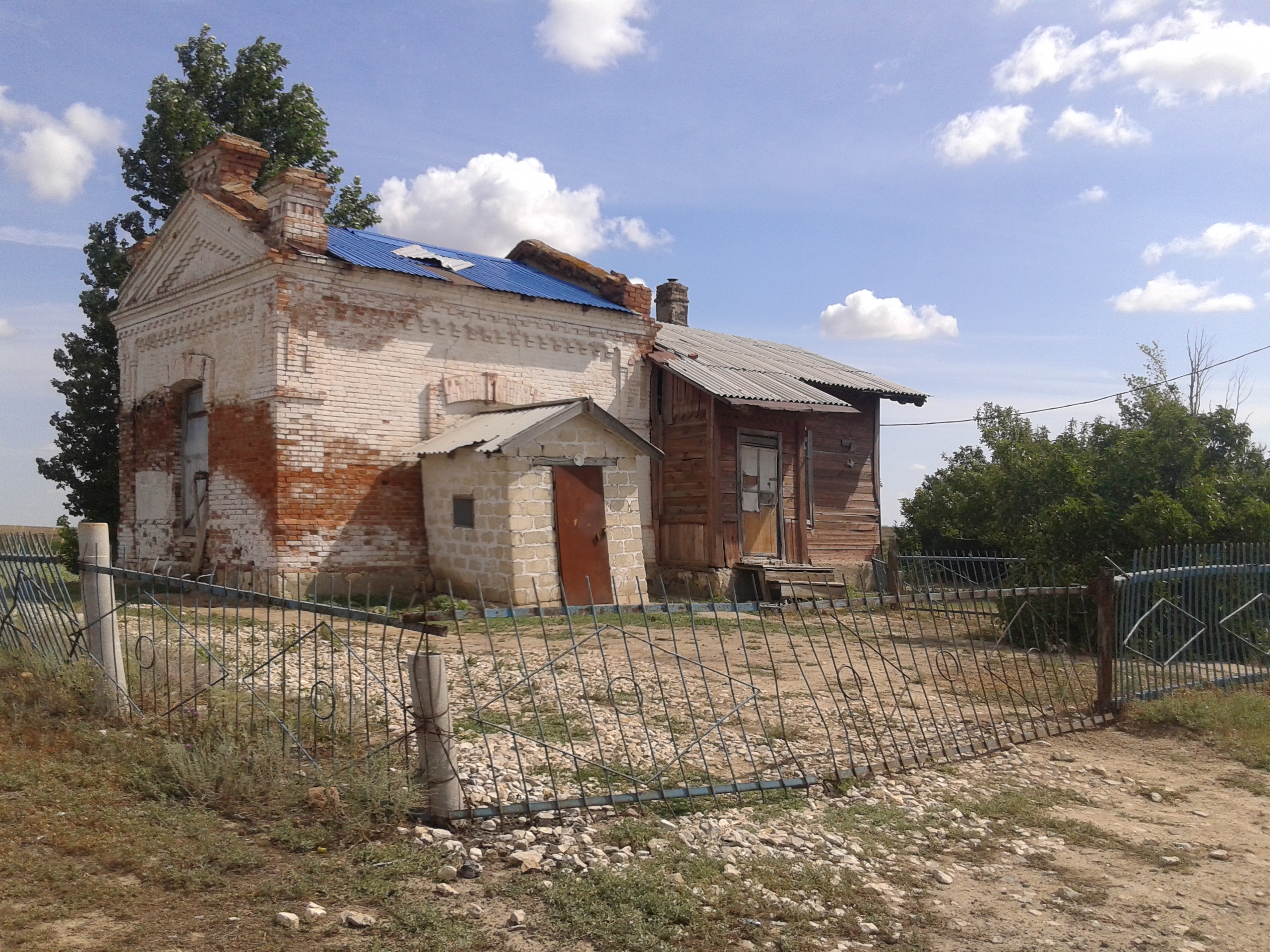
Водонапірна станція 1907 року

Село розташоване у межах українського історичного та культурного регіону Жовтий Клин.
Згідно із законом від 30 грудня 2004 року № 982-ОД органом місцевого самоврядування є Кайсацьке сільське поселення.

## Населення
| 2010 |
| ---- |
| 1924 |

## Відомі люди
- Звершхановський Фелікс Андрійович (1943—2019) — український лікар-терапевт, доктор медичних наук, професор Тернопільського національного медичного університету імені І. Я. Горбачевського.
- Зайченко Петро Петрович (1943—2019) — радянський та російський актор театру і кіно.